# Paillote (construction)
Pour les articles homonymes, voir paillote.
Une paillote ou paillotte est une sorte de hutte au toit recouvert de paille.

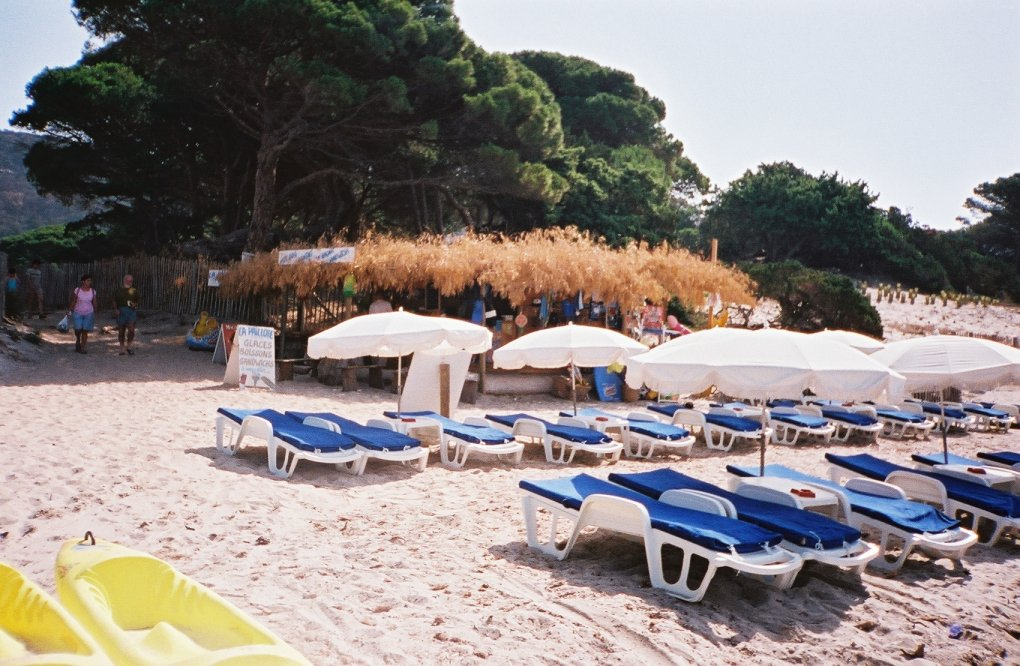
La paillotte d'un commerçant sur une plage de Corse.

## Étymologie
D'après le Trésor de la Langue Française, le mot français provient du portugais palhota, terme utilisé par les colons portugais du Mozambique pour désigner les constructions traditionnelles.

## Usages

### Traditionnel
Dans les pays à climat tropical, la paillote est un style de maison traditionnel avec un toit en paille.

### Modernes
Ce type de construction légère est particulièrement adapté à l'implantation d'établissements de commerce et de restauration sur les bords de plage. D'abord de construction sommaire, voire démontables hors saison, les paillotes ont tendance à se stabiliser au fil du temps par une construction davantage en dur, peu à peu bétonnées, carrelées, équipées de terrasses, de murets, de toits en matériaux durs.
En France, les paillotes sont entrées dans l'actualité en 1999 lors de l'affaire des paillotes concernant l'incendie par des gendarmes, sur ordre de la préfecture, de deux paillotes construites illégalement sur une plage de Coti-Chiavari en Corse.

### Version antillaise
Les paillotes ont un équivalent aux Antilles françaises (Martinique, St Martin) : ce sont des restaurants populaires ou des buvettes, de construction basse, semi-ouverte, plus ou moins sommaire ; ils sont installés en bord de plage : là, on les appelle des « lolos».